# Vipers Kristiansand
Vipers Kristiansand (anterior Våg Vipers) este un club feminin de handbal din Kristiansand, Norvegia. De la promovarea sa, în 2001, echipa evoluează în Eliteserien, liga superioară feminină norvegiană.

## Palmares
Liga Norvegiană:
- Campioană: 2017/2018, 2018/2019, 2019/2020, 2020/2021, 2021/2022, 2022/2023
- Vice-campioană: 2016/2017
- Locul 3: 2002/2003

Cupa Norvegiei:
- Câștigătoare: 2017, 2018, 2019, 2020, 2021, 2022/23
- Finalistă: 2010

Liga Campionilor:
- Campioană: 2020-2021, 2021-2022, 2022-2023
- Locul 3: 2018-2019

## Parcurs european
| Sezon   | Competiție           | Manșă            | Club               | Tur   | Retur | Scor general |
| ------- | -------------------- | ---------------- | ------------------ | ----- | ----- | ------------ |
|         |                      |                  |                    |       |       |              |
| 2016–17 | Cupa EHF             | Manșa 1          | Cassano Magnago    | 52–10 | 37–12 | 89–22        |
| 2016–17 | Cupa EHF             | Manșa a 2-a      | GK Lada Toliatti   | 23–29 | 32–26 | 55–55        |
| 2017–18 | Liga Campionilor EHF | TC1-Semifinalele | HC Gomel           | 43-19 | 43-19 | 43-19        |
| 2017–18 | Liga Campionilor EHF | TC1-Finala       | RK Podravka Vegeta | 42-14 | 42-14 | 42-14        |
| 2017–18 | Liga Campionilor EHF | Grupa D          | Metz Handball      | 22-30 | 22-25 | 44-55        |
| 2017–18 | Liga Campionilor EHF | Grupa D          | ŽRK Budućnost      | 29-19 | 23-26 | 52-45        |
| 2017–18 | Liga Campionilor EHF | Grupa D          | SG BBM Bietigheim  | 24-29 | 24-25 | 48-54        |

## Echipa

### Echipa actuală
Echipa în sezonul 2022–23
| Portari - 01 Sofie Börjesson - 12 Julie Stokkendal Poulsen - 16 Katrine Lunde Extrene RW - 14 Tuva Ulsaker Høve - 37 Jana Knedlíková LW - 10 Vilde Jonassen - 18 Mina Hesselberg - 27 Sunniva Næs Andersen Pivoți - 20 Lysa Tchaptchet - 24 Hanna Yttereng - 31 Ana Debelić | Linia de nouă metri LB - 09 Jamina Roberts - 11 Martine Kårigstad Andersen - 21 Ragnhild Valle Dahl - 51 Markéta Jeřábková CB - 04 Tonje Refsnes - 22 Marta Tomac - 25 Nerea Pena RB - 06 Océane Sercien-Ugolin - 08 Karine Dahlum - 11 Silje Waade - 13 Anna Viahireva |

### Banca tehnică
- Antrenor principal:  Kenneth Gabrielsen
- Antrenor secund:  Kristine Lunde-Borgersen

### Foste handbaliste notabile la echipele naționale
- Jessy Kramer
- Lynn Knippenborg
- Charris Rozemalen
- Þórey Rósa Stefánsdóttir
- Angie Geschke
- Annette Jensen
- Veronica Kristiansen
- Elise Alsand

### Foste jucătoare notabile
- Emilie Hegh Arntzen
- Malin Aune
- Henny Reistad
- Nora Mørk
- Beate Bang Grimestad
- Bodil Flo Berge
- Janne Brox
- Susanne Fuglestad
- Hilde Kvifte
- Ingunn Birkeland
- Lindy Taraldsen
- Christin Høgaas Daland
- Katrine Høyland
- Helene Jørgensen Vinknes
- Gerd Elin Albert
- Therese Helgesson
- Birgit Van Os
- Isabelle Gulden
- Emma Jonsson
- Renate Horvath
- Sara Nirvander
- Michelle Brandstrup
- Louise Pedersen
- Susann Iren Hall
- Karin Weigelt
- Ulrika Olsson
- Sanne Bak Pedersen